# Emmanuel Pons de Las Cases
Pour les articles homonymes, voir Las Cases.
Emmanuel Pons  Dieudonné de Las Cases est un homme politique français né le 8 juin 1800 à Saint-Méen (Finistère) et mort le 8 juillet 1854 à Passy (Seine). 

## Biographie
Fils d'Emmanuel de Las Cases et frère de Barthélémy de Las Cases, il suit son père à Saint-Hélène où il participe à la rédaction du Mémorial de Sainte-Hélène qui recueille les mémoires de l'Empereur en exil. Soupçonné par le geôlier de Napoléon, Hudson Lowe, de préparer une évasion, il est arrêté et mis au secret avec son père et sont expulsés de l'ile. Évènement vécu comme un affront, Emmanuel Pons poursuit le dénonciateur jusqu'à Londres pour le provoquer en duel. Ce dernier refusant le défi, il le cravache publiquement et rentre en France. L'affaire qui a du retentissement lui confère une certaine notoriété. Il obtient une licence en droit et participe aux Trois Glorieuses. Il est élu et réélu député du Finistère jusqu'en 1848. Il participe au retour des cendres de Napoléon en 1840. Il quitte la vie politique lors de la Révolution de 1848 et redevient sénateur lors de l’avènement de Napoléon III pour une courte période toutefois, il meurt d'une maladie subite en 1854.
Franc-maçon, il est initié dans les années 1820 à la loge « Les Commandeurs du Mont Thabor. » Il s'affilie ensuite aux loges, « Les Chevaliers de la Croix »  et « La Clémente Amitié ». De plus, il est nommé grand-maître adjoint le 25 février 1842. Homme austère et intègre, il prône une franc-maçonnerie empreinte de probité, de sagesse et de paix, il invite les francs-maçons de l'ordre à n'admettre que des hommes capables d’écoute et de compréhension afin que le temps venu, il transmette à leur tour ces vertus. Il dirige le Grand Orient de France avec le titre de grand-maître adjoint de 1842 à 1846.
Il est inhumé au cimetière de Passy (9e division).